# Amédée Bollée fils (Automobilhersteller)

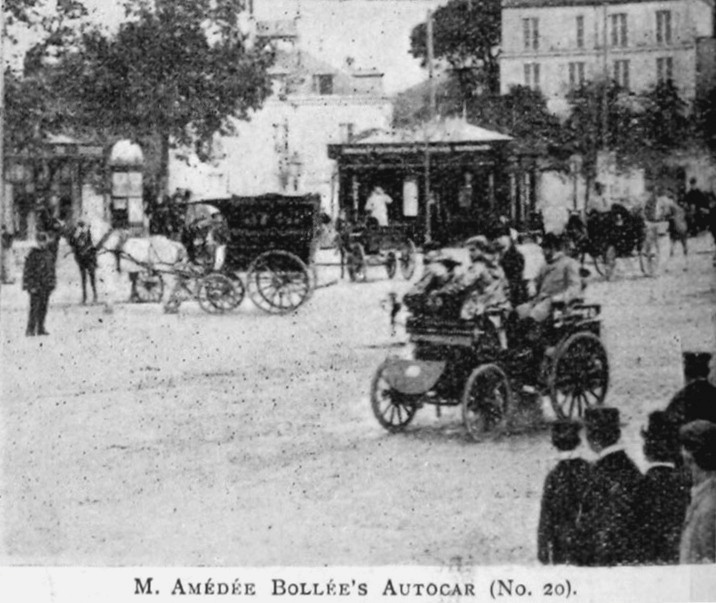
A. Bollée auf Bollée Type A 6 HP, Nr. 20, 1896 Paris-Marseilles

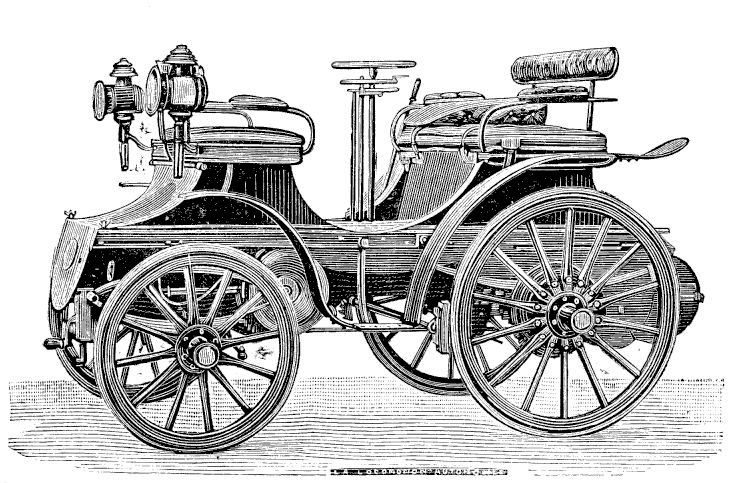
Type A 6 HP (1897)

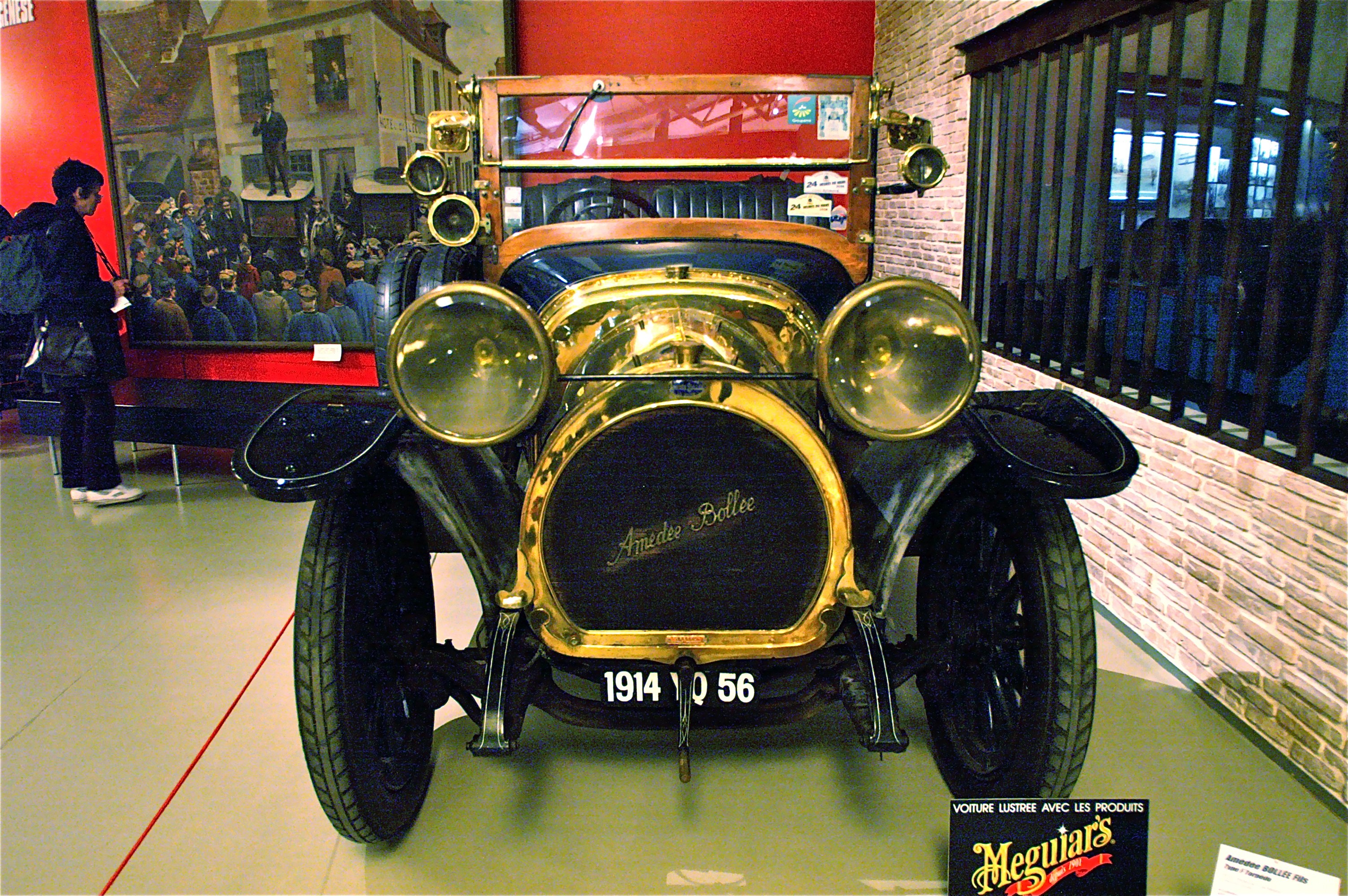
Amédée Bollée fils Type F

Amédée Bollée fils war ein französischer Hersteller von Automobilen.

## Unternehmensgeschichte
Amédée Bollée fils war ein Sohn von Amédée Bollée, der zwischen 1873 und 1881 in seinem Unternehmen Dampfwagen herstellte. 1885 gründete er sein Unternehmen in Le Mans. Der Markenname lautete Amédée Bollée. 1922 endete die Produktion. Lizenznehmer waren De Dietrich aus Lunéville, De Dietrich aus Niederbronn und Leesdorfer Automobilwerke aus Österreich.

## Fahrzeuge
Die früheren Fahrzeuge sind bei Amédée Bollée (Automobilhersteller)#Dampfwagen beschrieben.
Das erste Fahrzeug des Unternehmens Amédée Bollée fils entstand 1885 mit Hilfe seines Vaters. Es war eine Postkutsche mit einem Dampfmotor nach einem Auftrag des Marquis de Roc. Im gleichen Jahr fertigte er auch einen kleineren Dampfwagen nach eigenen Entwürfen.
1889 begannen Versuche mit Benzinmotoren.
Der erste Motorwagen mit Benzinmotor ging 1896 als Type A in Serie. Der liegende Benzin-Zweizylindermotor mit Wasserkühlung lieferte 6 PS und trieb über Riemen die Hinterachse an. Der Motor wog 150 kg und hatte eine Normaldrehzahl von 600/min. Die Karosserieform Vis-à-vis bot Platz für vier Personen. Amédée Bollée fils nahm mit einem Type-A-Wagen im September 1896 am Rennen Paris–Marseille–Paris teil (Startnummer 20).
1898 belegte ein Rennwagen mit stromlinienförmiger Karosserie den dritten Platz beim Rennen Paris–Amsterdam. 1899 folgte ein Rennwagen mit einem Vierzylindermotor und 6300 cm³ Hubraum, der 20 PS leistete. Serienfahrzeuge des Jahres waren ein Zweizylindermodell mit 10 PS und ein Vierzylindermodell mit 12 PS. Ab 1904 war der Vierzylindermotor stehend angeordnet, und der Kühlergrill rund, wie bei den damaligen Fahrzeugen von Delaunay-Belleville. Zwischen 1907 und 1914 stand der Type E im Angebot. Der Motor verfügte über 6333 cm³ Hubraum. Der Preis war vergleichbar mit dem des Rolls-Royce Silver Ghost. Von diesem Modell entstanden über 200 Exemplare. 1912 ergänzte der Typ F das Angebot. Der Motor verfügte über 4000 cm³ Hubraum.
Nach dem Ersten Weltkrieg entstanden nur noch wenige Fahrzeuge vom Typ F.